# Amos Biwott
Pour les articles homonymes, voir Biwott.
Amos Biwott, né le 8 septembre 1947 à Nandi, est un athlète kényan, champion olympique du 3 000 m steeple.

## Biographie
Avant les Jeux olympiques d'été de 1968, Biwott n'avait couru que trois fois sur cette distance. De plus, il courait avec un style inhabituel car il était le seul à ne pas poser un pied sur la haie qu'il sautait d'un seul coup avec un grand élan. Il était également le seul à ne se mouiller les pieds en passant la rivière. Il remporta la finale avec 6" d'avance sur son compatriote Benjamin Kogo.
Il ne répéta jamais cet exploit. Il fut encore troisième aux jeux du Commonwealth en 1970 et sixième aux Jeux olympiques d'été de 1972, où il détient cependant brièvement le record olympique à l'issue des qualifications.

## Palmarès

### Jeux olympiques d'été
- Jeux olympiques d'été de 1968 à Mexico ( Mexique)
  -  Médaille d'or sur 3 000 m steeple
- Jeux olympiques d'été de 1972 à Munich ( Allemagne de l'Ouest)
  - 6e sur 3 000 m steeple

### Jeux du Commonwealth
- Jeux du Commonwealth de 1970 à Édimbourg ( Écosse)
  -  Médaille de bronze sur 3 000 m steeple
- Jeux du Commonwealth de 1974 à Christchurch ( Nouvelle-Zélande)
  - 8e sur 3 000 m steeple